# 2・タフ・トニー
2・タフ・トニー（2 Tuff Tony、1974年6月6日 - ）は、アメリカ合衆国ケンタッキー州ルイビル出身のプロレスラー。身長おおよそ180センチメートル、体重おおよそ110キログラム。
本名、トニー・ボーチャディング（Tony Borcherding）。

## 来歴
1996年5月23日にプロレスラーとしてデビュー。それからというもの、米国のIWAミッドサウスやプロレスリング・アンプラグドやジャガロ・チャンピオンシップ・レスリング、日本のFMWなど、数多のインディ団体をその股に掛けて転戦してきた。
1999年に新設されたIWAミッドサウスハードコア王座をマッドマン・ポンドが4月に獲得すると、それからすぐにこれに挑戦し、同月内に奪取した。それからその翌月に掛けてマッドマン・ポンドを相手にこれの奪い合いを展開。 2000年の3月に同団体のヘビー級王座を獲得し、それとほぼ同時にハードコア王座をまたも獲得した。このハードコア王座はこの時期をもってヘビー級王座との統合によって消滅することになったため、結果としてその最終保持者となるに至った。
そんな2000年にあっては、IWAミッドサウスの『デスマッチの祭典』―キング・オブ・ザ・デスマッチ(KOTDM)に初参戦し、画鋲や観客持参の凶器を用いたデスマッチへとその身を投じ、その翌2001年にもこの大会に参戦。更にはブレイズの手へと渡っていたIWAミッドサウスヘビー級王座に挑戦し、これを奪取した。
続けて2002年にもKOTDMへと参戦し、蛍光灯を用いたデスマッチでイアン・ロッテンを下すも、次のガラスを用いたデスマッチでネクロ・ブッチャーに下され敗退。 更には2003年の大会にも参戦したうえで、蛍光灯と有刺鉄線テーブルを用いたデスマッチをJCベイリーと戦い、そのまま敗退した。
2006年にはレッスルエキスポ2006を通して日本の地を踏み、5名対5名のバトルロイヤル戦でJCベイリーを下すも、やがてスペルスタンリーを相手に敗退。 それから間もなくしてIWAイーストコーストのデスマッチ選手権―マスターズ・オブ・ペインの初大会に参戦し、一回戦目で観客持参の凶器を用いたデスマッチをJCベイリーと戦うも、そのまま敗れ退いた。
ワールド・エクストリーム・カップ参戦を皮切りに日本でも名を馳せ、マッドマン・ポンドと「バカガイジンズ」を結成し、陽気な性格ながらも、狂乱ファイトで暴れ回るスタイルがお馴染みとなった。
コーポラル・ロビンソンとの抗争が名高い。 いつも金属のトゲがたくさんついたバットを持っている。

## 得意技
- 2・タフ・ドライバー
- コーク・スクリュー・クロス・ボディ・アタック

## タイトル歴
DDTプロレスリング
- アイアンマンヘビーメタル級王座（第273代）[11]

IWAミッドサウス
- IWAミッドサウスヘビー級王座[4]
- IWAミッドサウスハードコア王座[3]
- ダブルデス・タッグ・トーナメント優勝（2006年）[12]

パートナーはマッドマン・ポンド
ジャガロ・チャンピオンシップ・レスリング
- JCWヘビー級王座（第10、19、22、25、30代）[13]

ワールド・エンターテイメント・レスリング
- WEW6人タッグ王座（第16代）[14]

パートナーは金村キンタロー&マッドマン・ポンド